# Taskan
Taskan (russisch Таскан) ist ein verlassenes (Stand 1. Oktober 2021) Dorf (selo) in der Oblast Magadan im Fernen Osten Russlands.
Taskan befindet sich in den südöstlichen Ausläufern des Tscherskigebirges, etwa 380 km Luftlinie nördlich von Magadan. Benannt wurde der Ort nach dem gleichnamigen linken Nebenfluss der Kolyma.
Das Dorf gehört zum Rajon Jagodninski und liegt gut 60 km Luftlinie nordöstlich von dessen Verwaltungszentrum Jagodnoje. Obwohl der Ort seit Ende der 2010er-Jahre keine ständigen Einwohner mehr hat (um 1990 waren es noch knapp 1000) gilt er formal noch als Dorf (Stand 2023).
Taskan ist über eine Landstraße mit der gut 75 km entfernten Fernstraße R504 Kolyma bei Debin verbunden.